# 約定 (趙傳專輯)
《約定》 （英語：Promise）是台灣男歌手趙傳的第六張專輯，發行於1993年10月，由滾石唱片公司發行與製作，唱片編號：RD-1208。專輯中的三个主打歌：《爱要怎么说出口》，《沉默的羔羊》，《快乐似神仙》是他的經典著名作品。

## 專輯曲目
| 曲序 | 曲名                   | 作曲   | 填词   | 編曲            | 时长 |
| 01   | 爱要怎么说出口         | 李宗盛 | 李宗盛 | 徐德昌 & 鍾興民 | 4:42 |
| 02   | 唱不完的情，唱不完的爱 | 王文清 | 王文清 | 江建民          | 5:02 |
| 03   | 我的诺言               | 劉天健 | 劉天健 | 塗惠元          | 4:32 |
| 04   | 那年的话               | 劉天健 | 易家揚 | 江建民          | 3:45 |
| 05   | 你我的约定             | 趙傳   | 易家揚 | 塗惠元          | 4:28 |
| 06   | 可以相信的朋友         | 林東松 | 廖莹如 | 李正帆          | 4:23 |
| 07   | 我做到的骄傲           | 林東松 | 廖莹如 | 塗惠元          | 4:43 |
| 08   | 沉默的羔羊             | 鄭智化 | 鄭智化 | 徐德昌 & 鍾興民 | 4:56 |
| 09   | 让我再一次擁着妳       | 殷文琦 | 易家揚 | 紅十字合唱團    | 5:16 |
| 10   | 快乐似神仙             | 李宗盛 | 李宗盛 | 鮑比達          | 3:59 |

## 唱片版本
- CD版 (編號：RD-1208)
- 錄音帶版 (編號：RC-360)
- 黑膠唱片版

## 專輯資料
- 發行人：段鍾潭
- 製作人：劉天健
- 錄音室：加合‧白金
- 混音：鍾囯泰‧顏仲坤‧王家棟
- 統籌：李宗盛
- 企劃統籌：楊儀靜
- 攝影：林炳存
- 化粧：袁嘉慧
- 媒體：滾石宣傳部
- 發行：滾石有聲出版社有限公司